# Charles Sturm
Pour les articles homonymes, voir Sturm.
Compléments
Membre de l'Académie des sciences (1836) et de la Royal Society (1840).
Jacques Charles François Sturm, né à Genève le 29 septembre 1803 et mort le 18 décembre 1855 à Vanves, est un mathématicien français dont la famille était genevoise.
Après avoir été précepteur du fils de Madame de Staël — Alphonse Rocca —, il décide avec son ami Jean-Daniel Colladon de venir à Paris. En 1827, ils remportent un prix de l'Académie des sciences pour des recherches sur la compressibilité des liquides et procèdent à une mesure directe de la vitesse du son dans l'eau. Dès lors, leurs recherches divergent. En 1829, Sturm démontre le théorème de Sturm, qui permet de calculer le nombre de racines réelles distinctes d'un polynôme comprises dans un intervalle.
Il est élu membre de l'Académie des sciences en 1836. Il est répétiteur puis professeur à l'École polytechnique et succède à Siméon Denis Poisson à la chaire de mécanique à la faculté des sciences. En 1840, il est élu membre de la Royal Society, qui lui décerne la médaille Copley la même année. Ses Cours d'analyse de l'école polytechnique (1857-1863) et ses Cours de mécanique de l'école polytechnique (1861) ont été publiés après sa mort.
Il est avec Joseph Liouville l'auteur de la théorie de Sturm-Liouville.

## Biographie

### Vie personnelle
Charles Sturm naît le 6 vendémiaire de l'an XII à Genève, chef-lieu du département du Léman. Il est l'aîné des quatre enfants de Jean Henri Sturm et de Louise Henriette Gremay.
Élève au collège de Genève, il découvre les mathématiques, notamment l'arithmétique, grâce à son père. A la Restauration genevoise en 1813, étant d'une famille genevoise il devient brièvement citoyen de la République de Genève, puis suisse en 1815 lorsque Genève fait son entrée dans la Confédération suisse, et il perd la nationalité française,. En 1818, il entre à l'Académie de Genève, et suit les cours de mathématiques de L'Huilier. Son père meurt en 1819, laissant sa famille sans réels moyens de subsistance, et il est probable que sa mère ait continué l'accueil de pensionnaires que son père effectuait. Parmi ces pensionnaires figure Jean-Daniel Colladon, avec lequel Charles Sturm se lie d'amitié.
Après ses études, Charles Sturm vit de leçons particulières. Il devient en 1823 le précepteur d'Alphonse Rocca, fils de Madame de Staël et demi-frère de la duchesse de Broglie. C'est en suivant les Broglie à Paris, et par des recommandations de l'Huilier et Jean-Jacques Schaub, qu'il est introduit auprès de Camille-Christophe Gerono, François-Joseph Servois et François Arago. Par l'intermédiaire de ce dernier, il rencontre Ampère, Fourier, Gay-Lussac et Laplace.
Après un bref retour au château de Coppet avec les Broglie en 1824, Sturm retourne chez sa mère à Genève où il retrouve son ami Colladon, qui le convainc en 1825 de le suivre à Paris, en l'aidant financièrement. Ils suivent des cours au Collège de France et à la Sorbonne. Les deux amis deviennent préparateurs d'Ampère, en partageant l'unique salaire initialement destiné à Colladon, puis doivent continuer leur travail dans le laboratoire de l'École polytechnique, qui leur permet, en 1827 de recevoir un prix de trois mille francs de l'Académie des sciences. « Ce succès marque la fin de la collaboration entre Sturm et Colladon », ce dernier s'impliquant à l'École centrale récemment créée.
En 1830, grâce à l'appui de Victor de Broglie, devenu ministre de l'Instruction publique et des Cultes, et d'Arago, Sturm enseigne les mathématiques spéciales au collège Rollin, bien qu'il ne soit pas titulaire de l'agrégation, n'ait que des certificats genevois, et ne soit pas français : il sera naturalisé le 9 mars 1833. En 1836, il est élu à l'Académie des sciences, après un échec en 1833, succédant à Ampère en géométrie. Ce succès lui permet de rester au collège Rollin, dont il accroît le prestige, jusqu'en 1840. Parallèlement, il succède à Liouville comme répétiteur d'analyse et de mécanique à l'École polytechnique à partir de 1838. En 1840, il y est professeur d'analyse et de mécanique.
Après 1851, la santé de Sturm s'altère ; il meurt le 18 décembre 1855, et est inhumé au cimetière du Montparnasse. Ses restes seront transférés à l'ossuaire du Père-Lachaise en 1956.
Il était officier de la Légion d'honneur et il habitait en 1854 9 place du Panthéon, Paris, Vème (Almanach Bottin du commerce de 1854, cf Gallica).

### Œuvre mathématique
Les premières publications de Charles Sturm ont lieu dans les Annales de Gergonne ; entre mars 1823 et décembre 1825, une quinzaine de contributions sont ainsi signées ou co-signées par Sturm, qu'il s'agisse de théorèmes, de réponses à des questions posées ou de formulations de nouvelles questions, mais également de recherches originales.
Depuis 1822, un problème de mathématiques soumis par l'Académie des sciences, relatif à la mesure de compressibilité des liquides, n'avait pas trouvé de solution satisfaisante. Le 5 avril 1827, Colladon et Sturm déposent un mémoire sur le sujet. Le 4 juin 1827, le jury, composé de Gay-Lussac, Arago, Fourier, Thénard et Dulong, attribuent aux deux amis le prix de l'Académie, d'un montant de 3 000 francs.
En 1826, Sturm publie de nouveau dans les Annales de Gergonne : Recherches d'analyses sur les caustiques planes en février, et Mémoire sur les lignes du second ordre en mars et décembre.
C'est par le théorème qui porte son nom que Sturm se fait reconnaître par la communauté mathématique. Ce théorème, « prolongeant un résultat énoncé par Fourier dans son cours d'analyse à l'X, permet, par un procédé évoquant l'algorithme d'Euclide et la règle des signes de Descartes, de déterminer le nombre de solutions réelles distinctes d'une équation polynomiale entre deux valeurs données de la variable ». Ce Mémoire sur la résolution des équations numériques est lu le 23 mai 1829 par Arago en séance à l'Académie des sciences. Il vaut en 1834 à Sturm le grand prix de mathématiques de l'Académie.
Sturm travaille conjointement avec Joseph Liouville sur des équations différentielles linéaires du second ordre issues de l'équation de la chaleur introduite par Fourier. Leurs travaux conduiront au théorème de Sturm-Liouville.
Le Cours d'analyse de l'École polytechnique et le Cours de mécanique de l'École polytechnique sont rédigés par Eugène Prouhet à partir de notes d'élèves et de cahiers de Sturm, avec l'accord de celui-ci, trop malade pour les écrire lui-même. Les premières éditions datent de 1857 et 1859.

## Distinctions et hommages

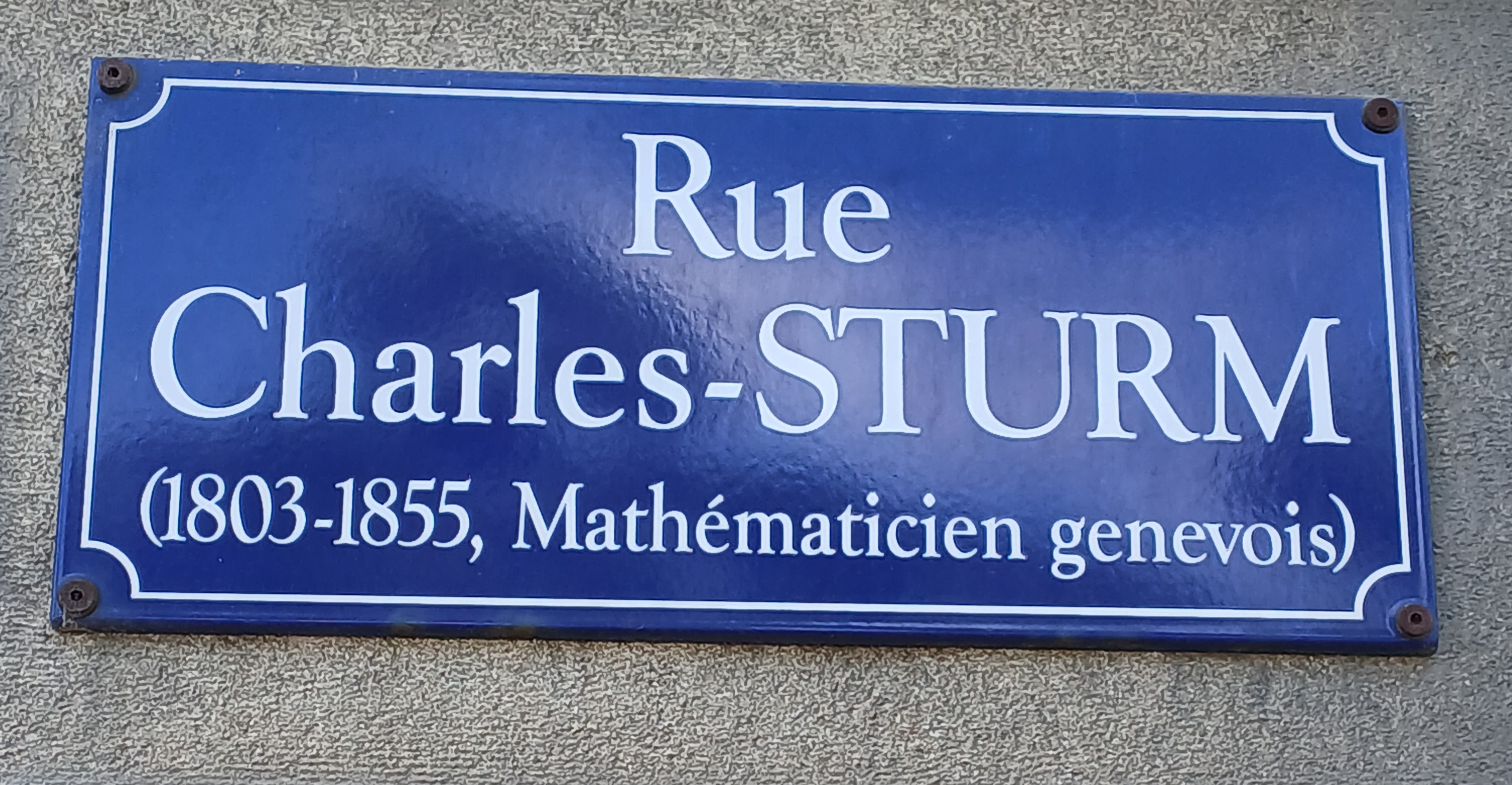
Rue Charles-Sturm à Genève.

- Charles Sturm est officier de la Légion d'honneur en 1847.

- Son nom est l'un des 72 inscrits sur la tour Eiffel.

- (31043) Sturm est un astéroïde qui porte son nom[7].

- La ville de Genève lui a intitulé une rue.